# 부엉이쏙독새속
부엉이쏙독새속(Aegotheles)은 조류 속의 하나이다. 부엉이쏙독새목(Aegotheliformes)과 부엉이쏙독새과(Aegothelidae)의 유일속이다.

## 특징
부엉이쏙독새류는 작은 야행성 조류이다. 주로 뉴기니 섬에서 살지만, 일부는 오스트레일리아와 말루쿠 제도, 뉴칼레도니아에서도 발견된다. 뉴질랜드 종은 멸종되었다. 몸길이는 20~30cm정도이며, 꼬리는 길고 둥글다. 깃털은 전체적으로 암갈색이지만 다양한 무늬가 있다. 삼림에 사는 가지에서 날아와 공중과 지상에서 곤충 등을 잡아 먹는다.

## 계통 분류
"부엉이쏙독새"라는 이름을 갖고 있지만 쏙독새류보다는 칼새류에 가까우며, 전통적으로는 쏙독새목에 포함시켜 왔지만, 현대적인 분류에서는 칼새목으로 분류하기도 한다.
다음은 수좌류의 계통 분류이다.
|  | 벌새과                                              |
|  |                                                     |
|  | \| \| 칼새과 \| \| \| \| \| \| 뿔칼새과 \| \| \| \| |
|  |                                                     |
|  | 칼새과                                              |
|  |                                                     |
|  | 뿔칼새과                                            |
|  |                                                     |

|  | 칼새과   |
|  |          |
|  | 뿔칼새과 |
|  |          |

|  | 벌새과                                              |
|  |                                                     |
|  | \| \| 칼새과 \| \| \| \| \| \| 뿔칼새과 \| \| \| \| |
|  |                                                     |
|  | 칼새과                                              |
|  |                                                     |
|  | 뿔칼새과                                            |
|  |                                                     |

|  | 칼새과   |
|  |          |
|  | 뿔칼새과 |
|  |          |

|  | 벌새과                                              |
|  |                                                     |
|  | \| \| 칼새과 \| \| \| \| \| \| 뿔칼새과 \| \| \| \| |
|  |                                                     |
|  | 칼새과                                              |
|  |                                                     |
|  | 뿔칼새과                                            |
|  |                                                     |

|  | 칼새과   |
|  |          |
|  | 뿔칼새과 |
|  |          |

|  | 벌새과                                              |
|  |                                                     |
|  | \| \| 칼새과 \| \| \| \| \| \| 뿔칼새과 \| \| \| \| |
|  |                                                     |
|  | 칼새과                                              |
|  |                                                     |
|  | 뿔칼새과                                            |
|  |                                                     |

|  | 칼새과   |
|  |          |
|  | 뿔칼새과 |
|  |          |

## 하위 종
- Aegotheles insignis
- Aegotheles tatei
- Aegotheles crinifrons
- Aegotheles wallacii
- Aegotheles archboldi
- Aegotheles albertisi
- Aegotheles savesi
- Aegotheles bennettii
- Aegotheles cristatus